# Анастас Попов
Анастас Димитров Попов е български революционер, деец на Вътрешната македоно-одринска революционна организация.

## Биография
Кузманов е роден в 1871 година в костурското село Прекопана, тогава в Османската империя, днес Перикопи, Гърция. Влиза във ВМОРО и става четник на Пандо Мечкаров и Никола Андреев – Мокренецо и през Илинденско-Преображенското въстание взима участие в сраженията в Костурско и Леринско на отряда на Иван Попов, Васил Чекаларов и Пандо Кляшев.
След разгрома на въстанието бяга в Цариград, а в 1918 годна емигрира в Свободна България и се установява в Бургас. На 27 февруари 1943 година, като жител на Бургас, подава молба за българска народна пенсия, която е одобрена и пенсията е отпусната от Министерския съвет на Царство България.